# Sonnentempel von Martand

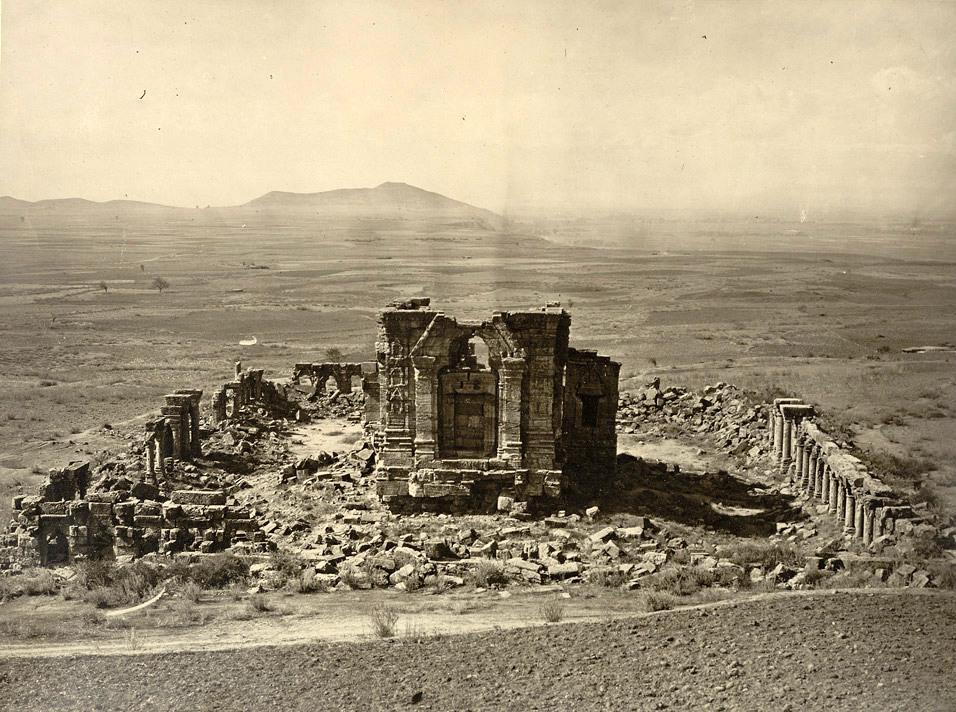
Sonnentempel von Martand (1868)

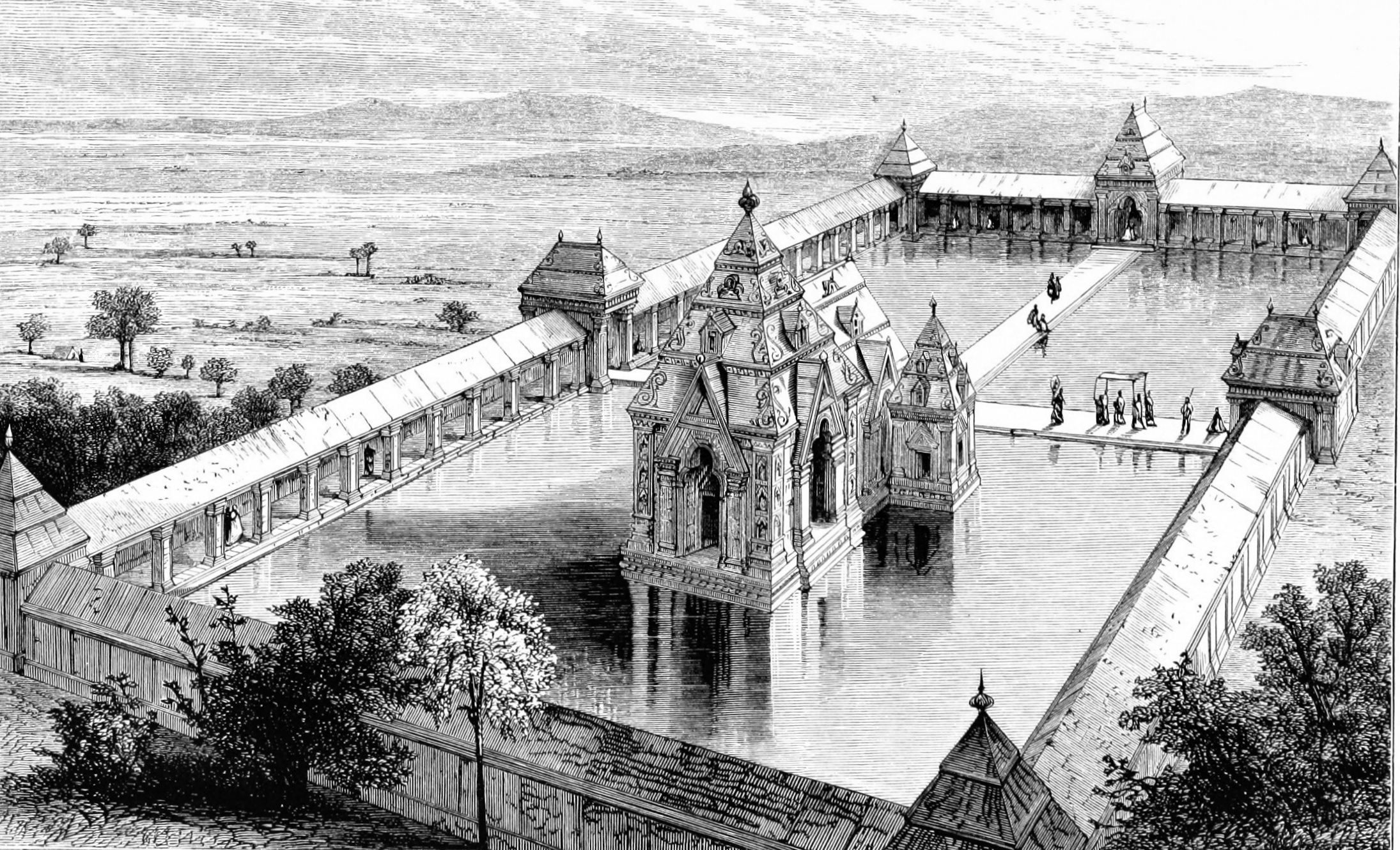
Zeichnerische Rekonstruktion (um 1870) – Grundlage der Zeichnung waren Hypothesen, dass der Tempel ursprünglich innerhalb einer Wasserfläche gestanden haben könnte; dem widersprechen jedoch die (weggelassenen) Nebenschreine und die im unteren Bereich befindliche figürliche Wandzier.

Die Ruinen des Sonnentempels von Martand liegen im Distrikt Anantnag im indischen Unionsterritorium Jammu und Kaschmir und sind von großer historischer und kultureller Bedeutung für das Kaschmirtal. Darüber hinaus sind die frühen Hindutempel Kaschmirs von großer politischer Bedeutung im anhaltenden Konflikt zwischen Indien und Pakistan um die Zugehörigkeit der Region.

## Lage
Der Tempelkomplex von Martand liegt zusammen mit dem – wahrscheinlich erst später hinzugekommenen – Dörfchen Mattan auf einem Hügelplateau in einer Entfernung von etwa 8 km östlich der Stadt Anantnag in einer Höhe von ca. 1720 m; die Entfernung von Srinagar beträgt etwa 65 km in südöstlicher Richtung.

## Geschichte
Der dem hinduistischen Sonnengott Surya (anderer Sanskrit-Name: Martand) geweihte Tempel wurde von König Lalitaditya-Muktapida (reg. ca. 723–760) aus der Karkota-Dynastie in der ersten Hälfte des 8. Jahrhunderts – möglicherweise an der Stelle eines Vorgängerbaus aus dem 4. oder 5. Jahrhundert – errichtet. Zuvor durch Erdbeben beschädigt, zerstörten zu Beginn des 15. Jahrhunderts die Truppen des muslimischen Eroberers Sikandar Butshikan (reg. 1389–1413) den Tempelkomplex endgültig. Erst im 19. Jahrhundert entdeckten die damals über Indien herrschenden Briten das Bauwerk und seine Bedeutung; sie unternahmen in der Folge umfangreiche Sicherungs- und Restaurierungsmaßnahmen.

## Architektur und Bauzier

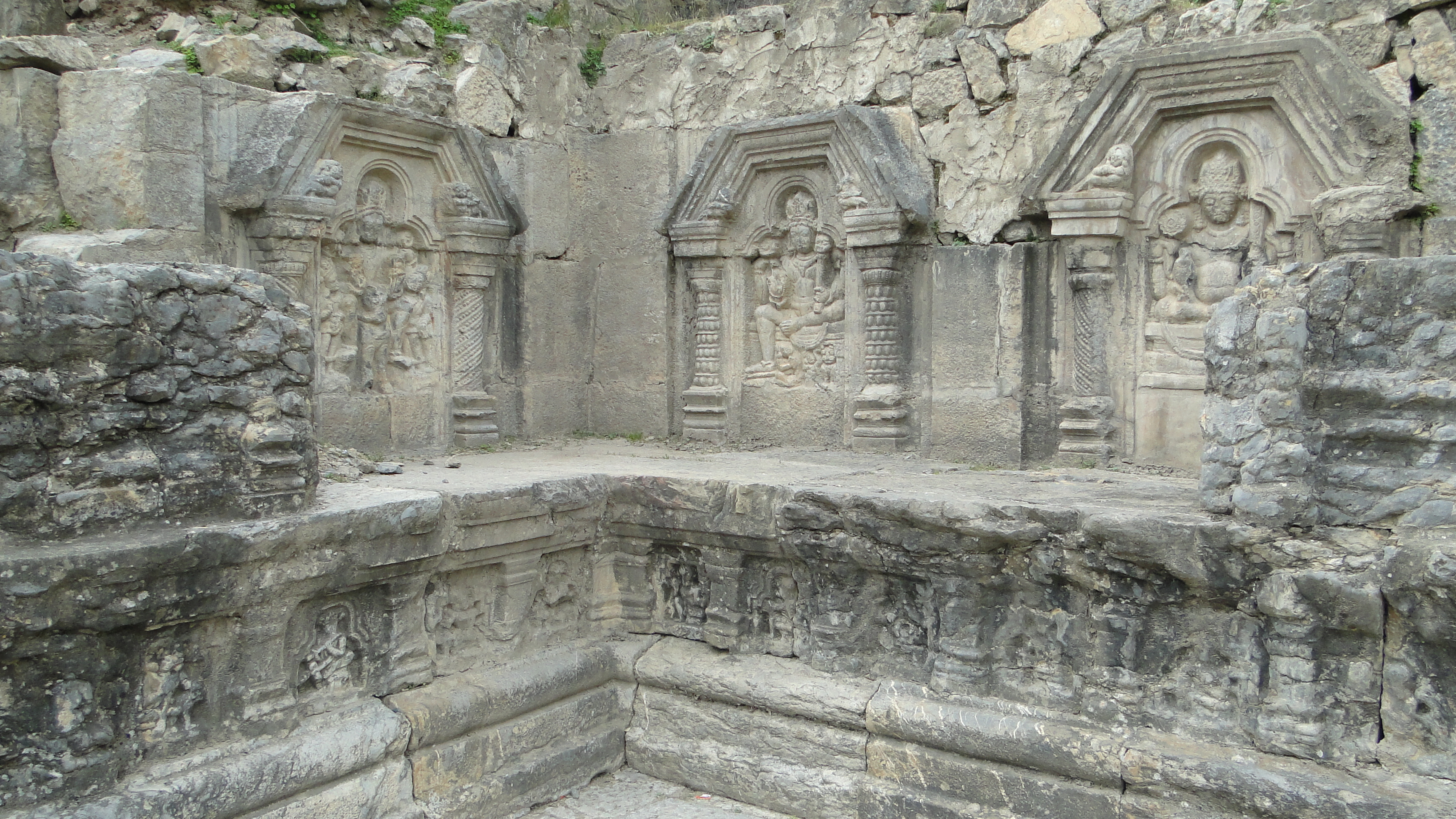
Wandnischen mit Götterfiguren, Trapezdach, Dreipassbogen und Halbsäulen

Der mehrere Stileinflüsse aufnehmende Haupttempel erhebt sich in einem versenkt liegenden und von etwa 3 m hohen Mauern umgebenen rechteckigen Innenhof, dessen Seitenlängen etwa 67 m × 43 m betragen. Der peristyl-artige und ehemals überdachte Umgang barg insgesamt 81 Nischen, in welchen sich vierarmige Götterfiguren befanden; die Nischen wurden von je zwei reich geschmückten Halbsäulen gerahmt und hatten jeweils ein trapezförmiges Kraggewölbedach, innerhalb dessen ein Dreipassbogen Kopf und Schultern der Figur rahmte. Die tieferliegenden Wände der Innenhofs waren ebenfalls mit kleinen Figuren (Musikanten, Tänzer etc.) geschmückt. Der Haupttempel bestand aus einer kleinen Vorhalle (mandapa) mit seitlichen Annexbauten, einem Vorraum (antarala) und der eigentlichen Cella (garbhagriha), die wahrscheinlich von einem gestuften pyramidenförmigen Dach bedeckt wurde; er war umgeben von mehreren kleineren Tempeln, so dass eine panchayatana-Anlage entstand. Die erhöht liegenden Eingänge von Haupttempel und Hof befinden sich jeweils im Westen; die Cella weist demzufolge nach Osten.